# St. Ottilien (Helsa)
St. Ottilien ist ein Ortsteil der Gemeinde Helsa im  nordhessischen Landkreis Kassel.

## Geographische Lage
Das Dorf liegt am Ostrand der Söhre und im Geo-Naturpark Frau-Holle-Land (Werratal.Meißner.Kaufunger Wald). Es befindet sich 5,1 km südsüdwestlich des Kernorts von Helsa und 5,7 km nordwestlich der Kernstadt von Hessisch Lichtenau; die nächste Großstadt ist das etwa 15 km nordwestlich liegende Kassel. Von Helsa führt die Bundesstraße 7 südwärts nach Eschenstruth; dort zweigt die durch Eschenstruth und St. Ottilien in Richtung Wattenbach führende Landesstraße 3460 ab.

## Geschichte
Namensgeber des Dorfs war vermutlich die südwestlich oberhalb der Ortschaft gelegene ehemalige Sankt Ottilienberg Kapelle.
1699 wird der durch Hugenotten gegründete Ort erstmals urkundlich erwähnt. Elf französische Familien aus der Dauphiné und dem Vivarais, die wegen ihres Glaubens vertrieben worden waren, erhielten von Landgraf Karl von Hessen-Kassel die Genehmigung, sich am Rande des Lossetals anzusiedeln. Die Familien erhielten je eine „Portion“ Land (Haus, Garten, Wiese und Äcker). Eine eigene Kirche und die Schule wurden 1727 errichtet und bilden noch heute den Dorfmittelpunkt. Um 1825 wurde die französische Sprache von der Deutschen in Schule und Kirche abgelöst.
Bereits um 1640 hatte Landgräfin Amalia Elisabeth von Hessen-Kassel Wald, Bach und Teich zu St. Ottilien von Johann von Meisenbug gekauft. 1650 genehmigte sie die gemeinsame Hute für die Gemarkung Eschenstruth und Fürstenhagen im Gehölz. 1688 erfolgte die gleiche Genehmigung für Quentel gegen Bezahlung. Der Ort gehörte bis 1821 zum hessischen Amt Lichtenau und danach zum Landkreis Witzenhausen. Während der französischen Besetzung gehörte der Ort zum Kanton Kaufungen im Königreich Westphalen (1807–1813).
Die Gemeinde St. Ottilien wurde am 1. August 1972 im Zuge der Gebietsreform in Hessen kraft Landesgesetz mit Eschenstruth und Helsa-Wickenrode zur heutigen Gemeinde Helsa zusammengeschlossen.

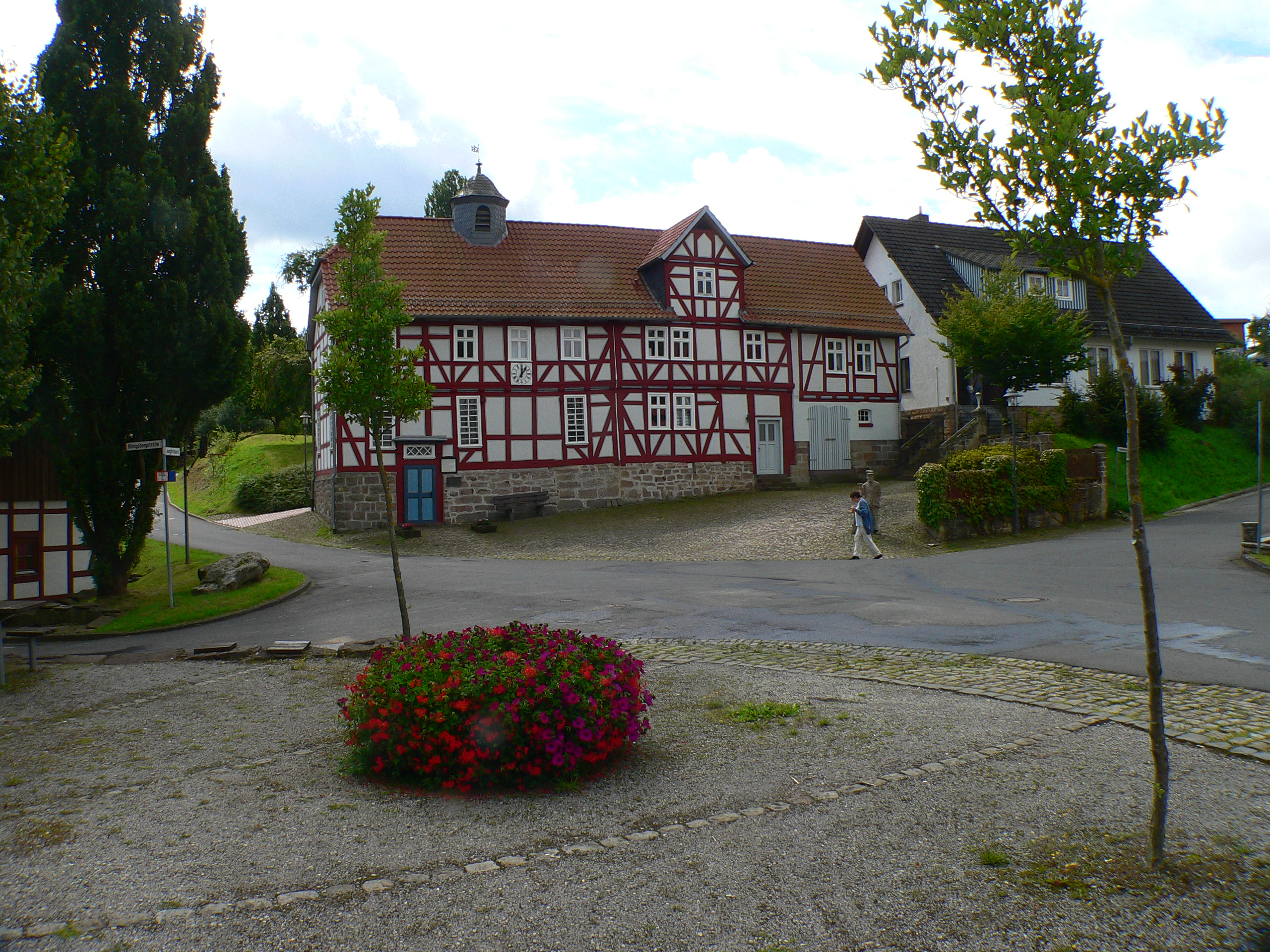
Hugenottenkirche

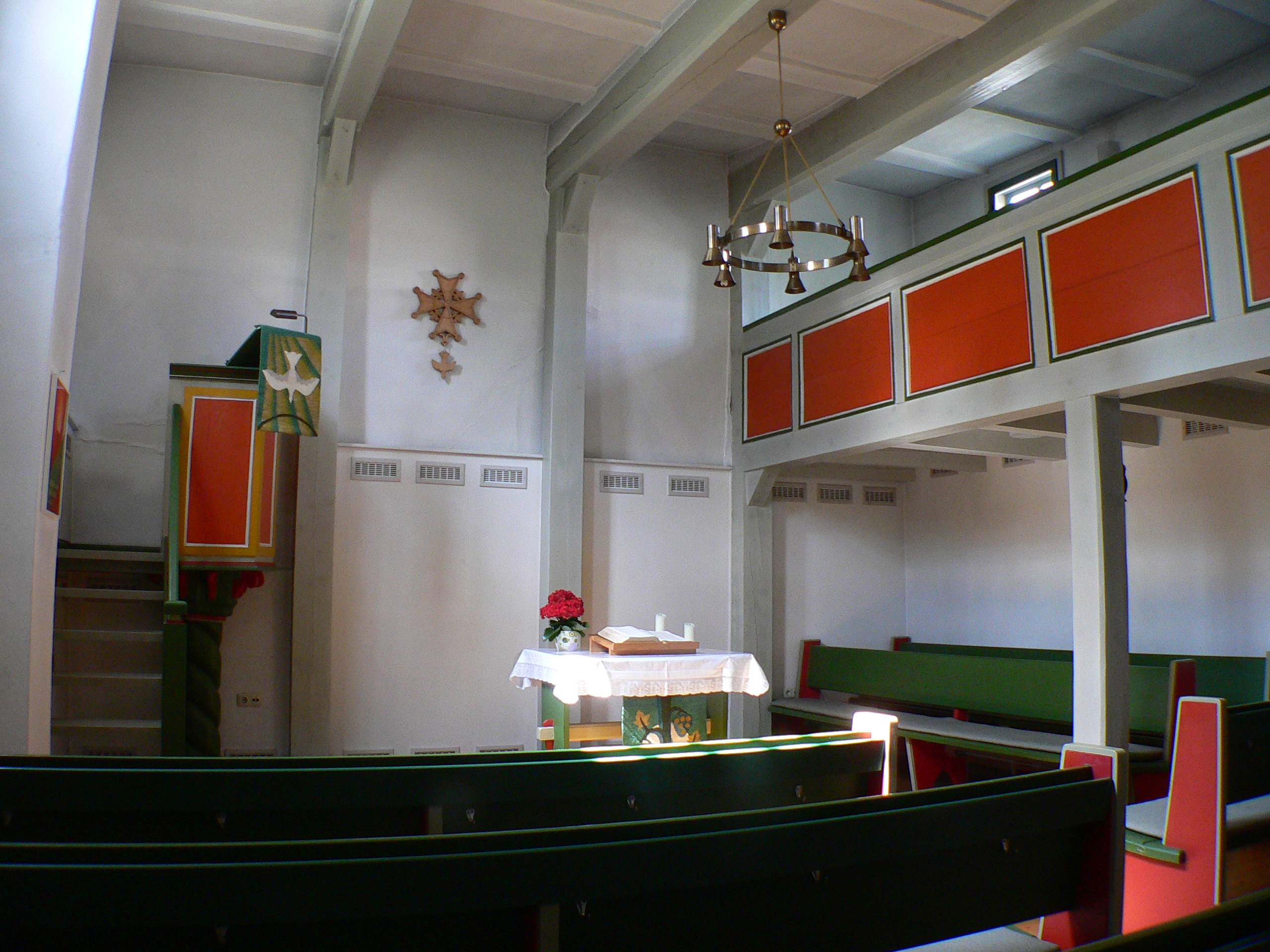
Hugenottenkirche (ev.) in Helsa (Ortsteil St. Ottilien); Innenraum

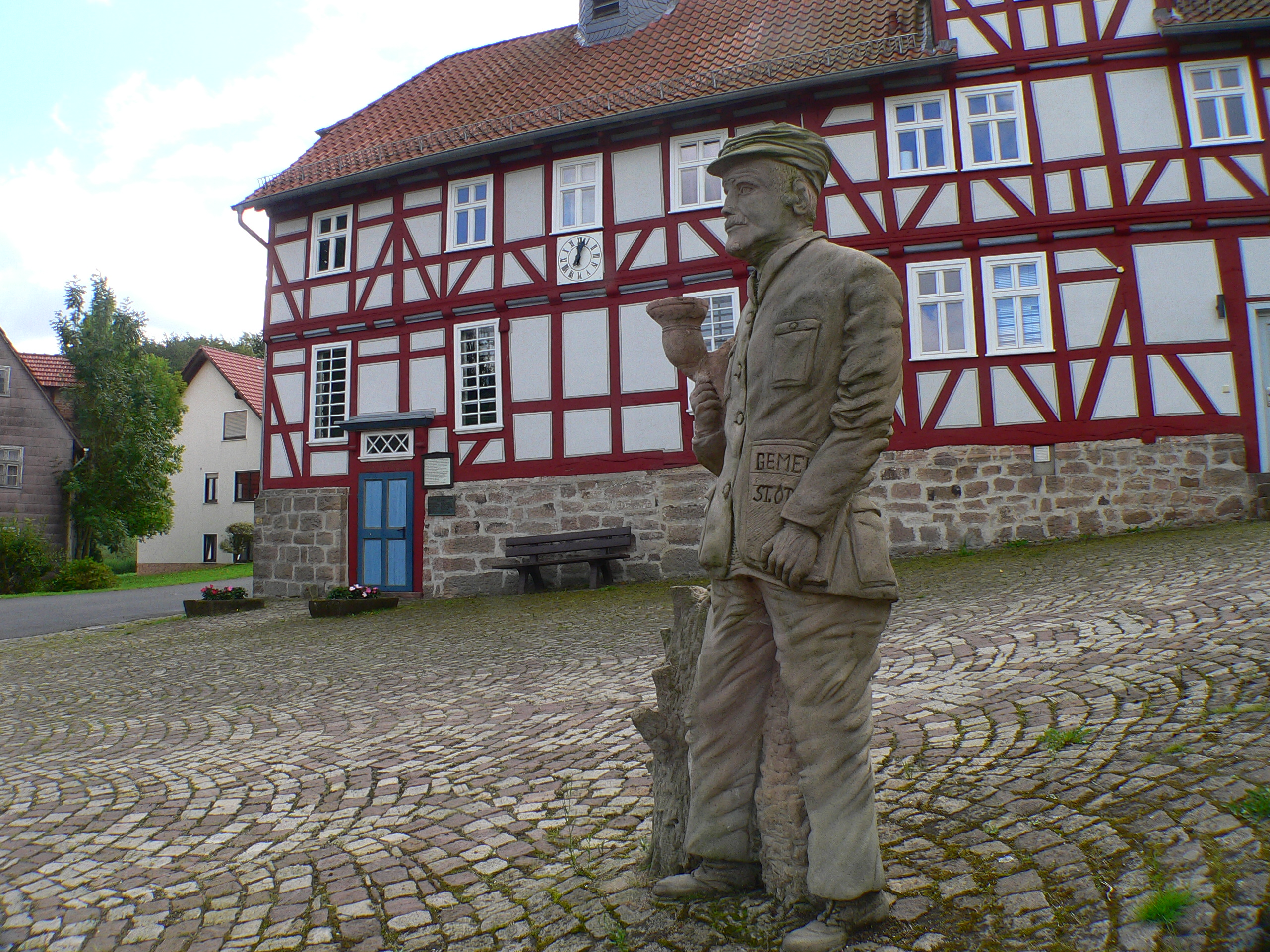
Denkmal des Dorfbüttels vor der Hugenottenkirche

## Kultur und Sehenswürdigkeiten

### Kirche
Die Fachwerkkirche mit ihrem etwa 2,50 Meter hohen, achteckigen Glockenturm wurde in den Jahren 1724 bis 1727 erbaut. Sie ist ein zweigeschossiges Fachwerkdoppelhaus. Unter dem Dach der Kirche wurden gleichzeitig Schule und eine Lehrerwohnung eingerichtet. Im Jahre 1755 wurde dann noch eine Empore eingebaut. Vermutlich aus der Bauzeit stammen der Kanzelfuß und die Türinschrift. Die in französischer Sprache verfasste Inschrift lautet in der Übersetzung: „Dies ist das Haus Gottes; dies ist die Porte der Himmel“ (1. Mose 28, Vers 17). 1821 wurde die erste Kirchenglocke angeschafft.

### Kapelle Sankt Ottilienberg
Bereits 1199 wird eine Kapelle oberhalb des heutigen Dorfes urkundlich erwähnt. Sie befand sich etwa 1 km westlich von St. Ottilien auf einem Bergsporn des 446 m hohen Sankt Ottilienberges. Im Jahr 1304 wird die Kapelle als St.-Juliane-Kapelle bezeichnet. Im Jahre 1506 wurde sie dann St.-Ottilien-Kapelle genannt. Um 1506 übertrug das Kloster Kaufungen die Kapelle und eine Klause auf dem St. Ottilienberg dem Prior der Karmeliter zu Spangenberg. Ab 1519 sind Wallfahrten am Ostermontag belegt.